# Nagyszeldzsuk Birodalom
A Nagyszeldzsuk Birodalom (néha egyszerűen Szeldzsuk Birodalom, 1037–1092) a török eredetű dinasztiaalapító Szeldzsuk unokája, Togril bég által létrehozott birodalom, amely legnagyobb kiterjedése idején Anatóliától Kínáig húzódott, a mai Afganisztánt, Perzsiát, Kelet-Anatóliát, Irakot, Szíriát és az Arab-félszigetet foglalta magába Merv és Iszfahán fővárosokkal.
Jelentősége az iszlám történetében abban áll, hogy a feldarabolódott arab fennhatóságú területek összeomló kalifátusainak nyomán az iszlám új virágzó kulturális és tudományos légkörét teremtette meg a muszlim világot behálózó medreszerendszer kiépítésével, és az arab nyelvi egységen alapuló asszimiláció elősegítésével. Megalapozta az egyetemes szultanátust, és a szunnita iszlámot emelte államvallási rangra. A birodalom kialakulásával az iszlám két vezető népe mellé (arab, perzsa) a török zárkózott fel, friss szemlélettel itatva át az iszlám sokszínű kultúráját. Amíg a gaznavida törökök keleten Észak-Indiában alakítottak ki erős muszlim államot, Kis-Ázsia szeldzsuk fennhatósága (Ikóniumi Szultánság) megindította azt a folyamatot, amelynek során a későbbiekben létrejöhetett az Európát fenyegető legnagyobb iszlám állam, az Oszmán Birodalom.

## A Nagyszeldzsuk Birodalom története

### A szeldzsukok felemelkedése
A Közép-Ázsiában nomadizáló karluk és oguz török pásztorok kilenctagú törzsszövetsége a 8. századtól fokozatosan vonult nyugat felé az Aral-tóig, ahol a terület uralkodói rendszeresen igénybe vették katonai szolgálataikat, elsősorban a hódító muszlim arabokkal szemben. Egyik águk, az oguz, törzsi vezetőjük után szeldzsukoknak nevezett törzs eközben saját területet is szerzett, sőt kiterjesztette befolyását a buharai székhelyű Számánida uralkodókra is. A szintén török karahánok („fekete kánok”) azonban megakadályozták a szeldzsukok hatalmi törekvéseit azzal, hogy a számánida területeket bekebelezték.
960-ban Szeldzsuk törzsfő vezetése alatt felvették az iszlám hitet. Korábban valószínűleg izraelita térítéssel is találkoztak, amit Szeldzsuk gyermekeinek neve mutat (Mikail, Músza, Júszuf, Junusz és Arszlán, az utóbbi az Izraelből eredeztethető). Határmenti harcosokként (gázi), a dzsihád nevében nyugati és déli területeken portyáztak. Szeldzsuk halála után három fia követte őt a törzs élén, majd két unokája vezetésével fokozatosan megközelítették az Oxus folyót (Amu-darja). 1026-ban a szintén török gyökerű Gaznavida Birodalom uralkodója, Gaznavi Mahmúd veszélyeztetve érezve területeit, megütközött velük és vereséget mért rájuk. A karahánidák szolgálatába állt szeldzsukok három csoportra oszlottak, egy részük keleten maradt, a két szeldzsuk unoka Togril bég (1038-1063) és Csagri bég (1038-1060) Khoraszánon át bevonult Afganisztánba, ahol 1037-ben Mervet, 1038-ban Nisápurt hajtották uralmuk alá. Itt a megszerzett területeket egymás között ismét felosztották, Csagri bég a „Királyok Királya” címet viselve Afganisztán függetlenséget élvező uralkodója lett, míg Tugrul Nisápurba vonult, ahol a „Legméltóságosabb Isteni Uralkodó” (szultán) címet vette fel.
Tugrul a Gaznavidákkal folytatott ismételt összecsapások során, 1040-ben döntő győzelmet aratott felettük, így megerősödve kiterjeszthette uralmát Perzsia nyugati területeire és a Kaszpi-tenger környéki városokra is. 1052-ben már Sirázt hódoltatta, majd az azerbajdzsáni területek egyeduralkodója lett, miután az oguz törzsszövetség is elismerte őt legfőbb vezetőjének.
1050-ben a szeldzsuk csapatok hadjáratot indítottak iraki területre, hogy a bagdadi kalifát felszabadítsák a síita Bújidák fennhatósága alól, egyúttal Tugrul, hithű szunnita muszlim lévén megszerezze a „Kalifa védelmezője” címet. Tugrul távlati terveiben a kairói székhelyű szintén síita Fátimidák hatalmának megdöntése is szerepelt, és ehhez a hadjáratához Bagdadot kiindulópontnak szánta. 1055-ben győztesen vonult be Bagdadba. A kalifa itt hangzatos címekkel látta el, sőt még lányát is hozzá adta, remélve, hogy Tugrul felszabadító háborúja után saját hatalmát megtarthatja. Ám Tugrul valójában a Bújidák örökébe lépett, és a kalifa, saját birodalmában, továbbra is alárendelt szerepet játszott.
Az oguz törökök újabb vándorlási hullámát Tugrul ügyes politikai érzékkel saját hatalmának megerősítésére használta fel: a bizánci, örmény, grúz határokra küldte őket, de a gazdag Perzsa provinciákat megtartotta magának, ahol iszfaháni székhellyel uralkodott. Utódai a trónon szintén innen irányították a birodalmat.

### A Nagyszeldzsuk Birodalom virágkora

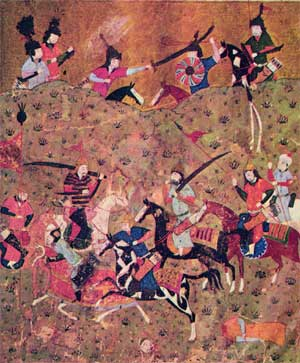
Szeldzsukok harca a Gaznavidákkal

Amíg Tugrul elfoglalta a nyugati területeket, Csagri bég Merv központtal (amely továbbra is a keleti szeldzsukok fővárosa volt) visszaverte a hvárezmi területek felől betörő kipcsak törökök folyamatos támadásait, akik a karahánida idők sikereinek esetleges újjászületésében bíztak. Csagri és fia, Alp Arszlán sikeresen vette fel a harcot az időnként felélénkülő gaznavida támadásokkal szemben, amíg 1059-ben a gaznavida szultánnal, Maszkuddal a mai Afganisztán területének felosztása árán békét nem kötöttek.
Tugrul halála után – mivel neki nem volt közvetlen leszármazottja –, Csagri fia, Alp Arszlán (1063-1072) nyerte el a trónt, akinek előbb saját testvérével, Szulejmánnal is meg kellett küzdeni. A hadsereg parancsnokainak támogatásának köszönhetően hamarosan a birodalom teljhatalmú ura lett.
Alp Arszlán szervezte meg valójában a Nagyszeldzsuk Birodalmat azzal, hogy a törzsi szerveződésű, a törzsfők által uralt területeket fennhatósága alá vonta, egységes közigazgatást, és központosított hatalmi hierarchiát hozva létre. Ebben a törekvésében vezíre, Nizám al-Mulk (1018-1092, valódi nevén Abú-Ali al-Haszan ibn Ali ibn Iszhák at-Túszí ), korának egyik legkiemelkedőbb politikusa segítette, sőt elmondható, hogy a birodalom felépítésének és működésének koncepcióját teoretikus előrelátással egymaga hozta létre. Rabszolgahadsereg felállításával vette elejét a törzsi háborúknak, ezek parancsnokai közvetlenül a szultánnak voltak alárendelve. Ezzel elérte, hogy a szultánhoz hű főtiszteken keresztül a távoli provinciákat is közvetlenül irányíthassa. Nizám al-Mulk érdekeltté tette a provinciák uralkodóit területük gazdasági és katonai fejlesztésében, mivel hűbérbirtokokat adományozott a katonai vezetőknek (iktarendszer), így azok bevételeik nagy részét saját hatalmuk megerősítésére fordíthatták.
1064-ben Kermán tartomány meghódítása következett, majd 1070-ben Mekka is elfogadta a szeldzsuk fennhatóságot, melynek során a szeldzsuk szultanátus már magáénak tudhatta a zarándok- és kereskedelmi útvonalak ellenőrzését is.

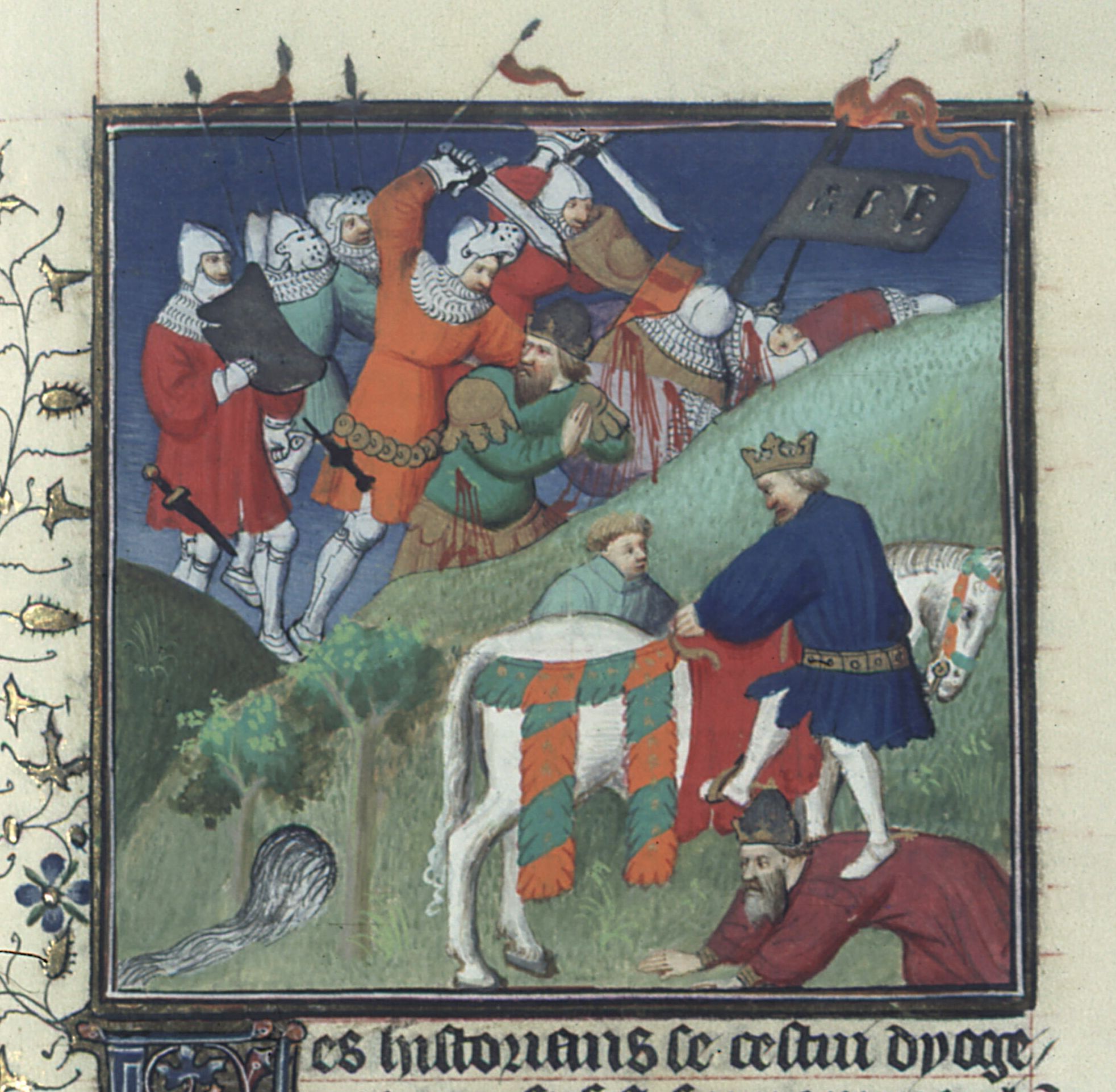
A manzikerti csata

Az anatóliai határ menti oguz törzsek eközben folyamatosan feszültség alatt tartották a bizánci területek lakosságát, sőt összecsapások is kialakultak a területen, nem csak idegenekkel, hanem egyéb betelepült, rivális török törzsekkel is. Ezért a szeldzsuk hadvezetés többször is beavatkozásra kényszerült. Kaiszareia Mazaka 1067-es, és Iconium 1069-es elfoglalása után IV. Romanosz Diogenész bizánci császár ellentámadásba lendült, és miután Szíriáig terjedően megerősítette a Bizánci Birodalom városait, seregei élén az Örményországban megtelepedett törökök ellen vonult. Alp Arszlán szövetségesei megsegítésére sietett, és 1071. augusztus 26-án Manzikertnél (Malazgirt) kiváló taktikai hadvezetéssel megsemmisítő csapást mért a bizánci seregekre (gyakorlatilag tőrbe csalta a császári csapatokat). Anatóliát ez a haditett nyitotta meg a keletről folyamatosan szivárgó török törzsek előtt, akik egyre erőszakosabban próbálták itt érvényesíteni hatalmi törekvéseiket.
Alp Arszlán seregei élén kelet felé vonult, hogy hatalmát az Oxuson túli területeken is megerősítse, azonban Oxuson, átkelés közben merénylet áldozata lett (1072). Fia, I. Malík Sáh (1072-1092) követte őt a trónon, aki elődjéhez hasonlóan vezíre, Nizám al-Mulk befolyása alatt állt. A Szeldzsuk Birodalomnak ebben az időszakban elsősorban a rivális török törzsekkel kellett megküzdeni, illetve a családi széthúzásból eredő belső nehézségeken kellett úrrá lenni. Malik Sah nagybátyja, Kavurt lázadását még képes volt megakadályozni, azonban azt már nem, hogy Kavurt fiai Kermánban önálló szeldzsuk államot hozzanak létre, amely 1197-ig állt fenn. Eközben Anatóliában Malík Sáh rokonai, a Szulejmán is önálló államot alapított Konyai székhellyel, amelyet Rúmi Szultanátusnak neveztek, utalva arra, hogy a magát következetesen Rómának nevező Bizánc anatóliai területeit, tehát „római” birtokot szereztek meg.
Malík Sáh 1084-ben kiűzte a Marvánidákat a délkelet-anatóliai Diyarbakırból, majd ugyanebben az évben, szíriai politikai és hadi sikerei következtében a teljes Arab-félsziget az ellenőrzése alá került, Bahreint és Jement is beleértve. Később Malík Sáh keleten, az Amu-darján túli területekre (Transzoxánia) is kiterjesztette hatalmát.
Nizám al-Mulk és Malík Sáh szigorú hanafita szunnitaként felvették a harcot a síita Fátimidákkal, ugyanakkor 1090-től az Alamut sziklaerődjében önálló államot alkotó iszmáilita asszaszinokkal kellett megküzdeniük, akik Perzsia északi részének szeldzsuk fennhatóságát veszélyeztették. Vezetőjük Haszan asz-Szabbáh Alamutból irányította szerteágazó szervezetét. Később Európában mint a „Hegyi öreg” vált ismertté.
A területet a szeldzsukoknak nem sikerült megtisztítani, sőt 1092-ben Nizám al-Mulk is egy fanatikus asszaszin merénylő (fidáí) áldozata lett. Még ebben az évben Maliksáh is hasonló módon vesztette életét. Az iszlám történetében az asszaszinok később is jelentős szerepet játszottak szultánok, kalifák meggyilkolásával. Titkos szektájuk erődjeit a mongol hódítás időszakában a mongolok pár hét alatt foglalták el, és döntötték romba.
Az utódlási harcok a birodalmat súlyos helyzetbe hozták, a tartományok urai folyamatosan kiáltották ki függetlenségüket. Erre az időszakra esett a még I. Alexiosz bizánci császár kérésére II. Orbán pápa által meghirdetett első keresztes háború is, melynek során a keresztény hadak elfoglalták Szíriát és Palesztinát. A keresztes háborúk jelentősége az iszlám világban jóval csekélyebb volt, mint a keresztény államokban. A hatalmas muszlim birodalmak szempontjából szinte jelentéktelen határvillongásoknak tekinthetők, még akkor is, ha az iszlám harmadik legszentebb helyét, Jeruzsálemet is érintette.

### Hanyatlás és bukás
A már-már anarchiába süllyedt birodalmat Malík Sáh két szövetséges fia, Mehmed Tapar és Ahmad Szandzsar próbálta egyben tartani. Elűzték Nizám al-Mulk családja támogatását élvező Barkjarüköt (1092-1105), majd Mehmed (1105-1118)a szultáni trónt megszerezve Nizám fiainak segítségével szélesítette ki hatalmát a nyugati területeken (Irak, Perzsia). Az asszaszinokkal szemben azonban ő sem nem tudott kellő eredménnyel fellépni.
Mehmed szultán halála után fiai felosztották a birodalmat, azonban a szíriai Zangidák és az egyiptomi Ajjúbidák rövid tündöklésük után eltűntek a történelem színpadáról. (1194).
Mehmed testvére, Szandzsár (1118-1157), a korábban Hórászán uralkodójaként mint a „Királyok Királya” cím birtokosa megszerezve a szultáni trónt, hadat üzent unokaöccsei ellen, akik 1119-ben behódoltak neki. Mervben rendezkedett be, és udvarának gazdagsága révén a Szeldzsuk Birodalom romjain kulturális és gazdasági fellendülés vette kezdetét. Sikerrel védte meg Transzoxániát a környező hatalmaktól, sőt a Karahánidák területeivel is képes volt növelni hódításait. Hvárezm tartomány megszállása (1138) után felvette a harcot a mongol eredetű karakitájokkal, akiktől 1147-ben súlyos vereséget szenvedett, és az Oxus vidékét (sőt két alkalommal a főváros Mervet is) el kellett hagynia. A Gúridák 1147-ben leigázták Herat tartományt, így a birodalom már Hórászán területeire szorult vissza. 1153-ban rivális török törzsek támadták, és őt magát is fogságba vetették, ahonnan csak tetemes váltságdíj kifizetése után tudott megszabadulni. 1157-ben bekövetkezett halála egyben a Szeldzsuk Birodalom végnapja is lett. A birodalom tartományait a hvárezm-sahok darabolták fel, és különböző kisebb török törzsekkel közösen osztozkodtak a területen.

## Anatóliai (Rúmi) szeldzsukok
Az 1071. augusztus 26-i malazgirti (Manzikert) csata után a különböző eredetű török törzsek a nagyszeldzsukok elvonulásával Anatólia csaknem egészét szabadon birtokolhatták, Alp Arszlántól kapott "gázi" státusuknak megfelelően, folyamatos betörésekkel fenyegették és fosztogatták a bizánci határvidéket. Alp Arszlán egyik távoli rokona, Szulejmán emír vette át a terület feletti ellenőrzést, aki csapataival egyre nyugatabbra vonult és 1078-ban elfoglalta Nikaiát (Iznik), ahol berendezte fővárosát. Így, bár formálisan Anatólia a Nagyszeldzsuk Birodalom egyik tartománya lett, amelynek központja a türkmenisztáni Mervben volt, közigazgatás szempontjából viszonylagos önállóságot élvezett.

## A birodalom és az iszlám
A 11. században a Szeldzsuk Birodalom volt a legnagyobb államalakulat az iszlám világban. A Kínától a Földközi-tengerig terjedő szultánság közigazgatása jelentős szervezési és adminisztratív feladatokat igényelt. Ezek kialakítása egyetlen emberhez köthető, Abú-Ali al-Haszan ibn Ali ibn Iszhák at-Túszí-hoz, ismertebb nevén Nizám al-Mulkhoz ( ennek jelentése a "Birodalom Rendje"), aki előbb Alp Arszlán, majd később Malik Sah udvarában volt legfelsőbb miniszter (vezír). Egy gaznavida adószedő fiaként született, jogi tanulmányokat végzett, majd Csagri bég, később Alp Arszlán udvarában gyorsan emelkedett a bürokratikus ranglétrán. Alp Arszlán Horaszánban a díván (kormány) vezetőjévé nevezte ki. 1063-ban az egész Szeldzsuk Birodalom nagyvezíre lett. Saját és családja befolyását a szultánok szolgálatában gyarapítva, az uralkodó teljhatalmú megbízottja volt.
Nizám, mint a nagy díván első vezetője, felügyelte az adóbevételeket, hadjáratokban vett részt a szultán oldalán, és mint főbíró, szinte az egész birodalom kétes jogi ügyeiben döntött. Szijászatnáme (A politika könyve) című művével megalapozta az államjog tudományát, és a mai napig széles körben idézett politikaelméleti tekintély a muszlim világban. Az állami hivatalok vezetőit arab és perzsa hivatalnokokkal töltötte fel, és hozzá, valamint a szultánhoz hű sereget állított fel rabszolgákból(gulámrendszer), akik ellensúlyozni tudták a helyi emírek és kánok önkényeskedő uralmát. Egységesítette az iszlám jogrendszert (fikh), és a centralizmus elve alapján szervezte meg a közigazgatást. Gyakorlati okokból a birodalmat két részre, keletire és nyugatira osztotta, és a főbb kereskedelmi útvonalak mentén kiépítette a karavánszerájok hálózatát, melyek nem csak gazdasági célt szolgáltak, hanem pihenőhelyek voltak a hadsereg számára is.
A Szeldzsuk Birodalom uralkodói rendszerében megmaradt az atabégek (hercegi nevelők) oguz törzsi rendszerből átöröklött intézménye. A hercegi nevelő az uralkodó halála után feleségül vette védence anyját és uralomra jutott. Malik Sah halála után ez a hivatal magas rangú katonák kiváltsága lett.
A hanafita és sáfiita (→madzhab) szunnita elvek az egységes vallásjog kialakításában játszottak fontos szerepet, egyúttal legitimizálták a szeldzsukok uralmát az arab-perzsa gyökerű környezetben. A kalifák Mohamedtől eredő örökösödési láncolatában a török szeldzsukok ugyanis nem játszhattak szerepet, ezért is volt fontos a különböző, a kalifa által adományozott címek elnyerése (például a „Kalifa Védelmezője”, az „Iszlám Jobbkeze”, vagy az „Igazhitűek Parancsolója”).
Nizám a vallásjogi képzés elősegítésére és az államhoz hű hivatalnokréteg kialakítása érdekében tanintézeteket hozott létre (medresze), amelyek nem az eddigi gyakorlatnak megfelelően egyszerű Korán-iskolák voltak, hanem állam és jogtudományt, természettudományokat, nyelveket , politikatudományt, irodalmat, művészetet tanultak a hallgatók bentlakásos intézetekben. A közép- és felsőfokú képzés ezen iskolái elsősorban adományokból tartották fenn magukat, de esetenként jelentős állami támogatásban is részesültek. Nizám al-Mulk az első ilyen intézményt Bagdadban hozta létre 1067-ben, és tiszteletére nizámijának nevezték el. Ezt gyorsan követték a Herátban, Nisápurban, Damaszkuszban, Moszulban, Mervben, Baszrában a bagdadihoz hasonló tanintézetek.
Nizám maga választotta ki a professzorokat, így a híresebb medreszékben már művelt, széles látókörű tanárok oktattak. Megnyerte magának kora legnevesebb tudományos személyiségét, Mohamed al-Gazálit, a szúfi befolyástól sem mentes jogtudóst és mutakallimot (teológus →kalám), aki elméleti munkásságával a legnagyobb hatást tette a muszlim teológia és filozófia fejlődésére. Fő műve az Ihjá ulúm al-Dín (A vallásos tudományok felélesztése) a Korán és a hadíszgyűjtemények után a legtöbbet idézett muszlim mű. Az iszlám törvényt (saría) a mindennapok átélhető lelki gyakorlatainak szintjére helyezte, ezzel az addig száraz előírások a teljes muszlim közösség számára már mint lelki szükségletek jelentek meg. Az addig a politika által vezérelt iszlám egyre inkább a közösség (umma) ügye lett. A szúfizmus ebben az időszakban érte el népszerűsége tetőfokát. Al-Ghazáli ugyanakkor nem vetette el a mutakallimok racionális istenkeresését (→kalám), és a teológiai-filozófiai gondolkodás létjogosultságát sem. Tanításai máig meghatározzák a szunnita közösség vallásképét.